# I Am … Tour

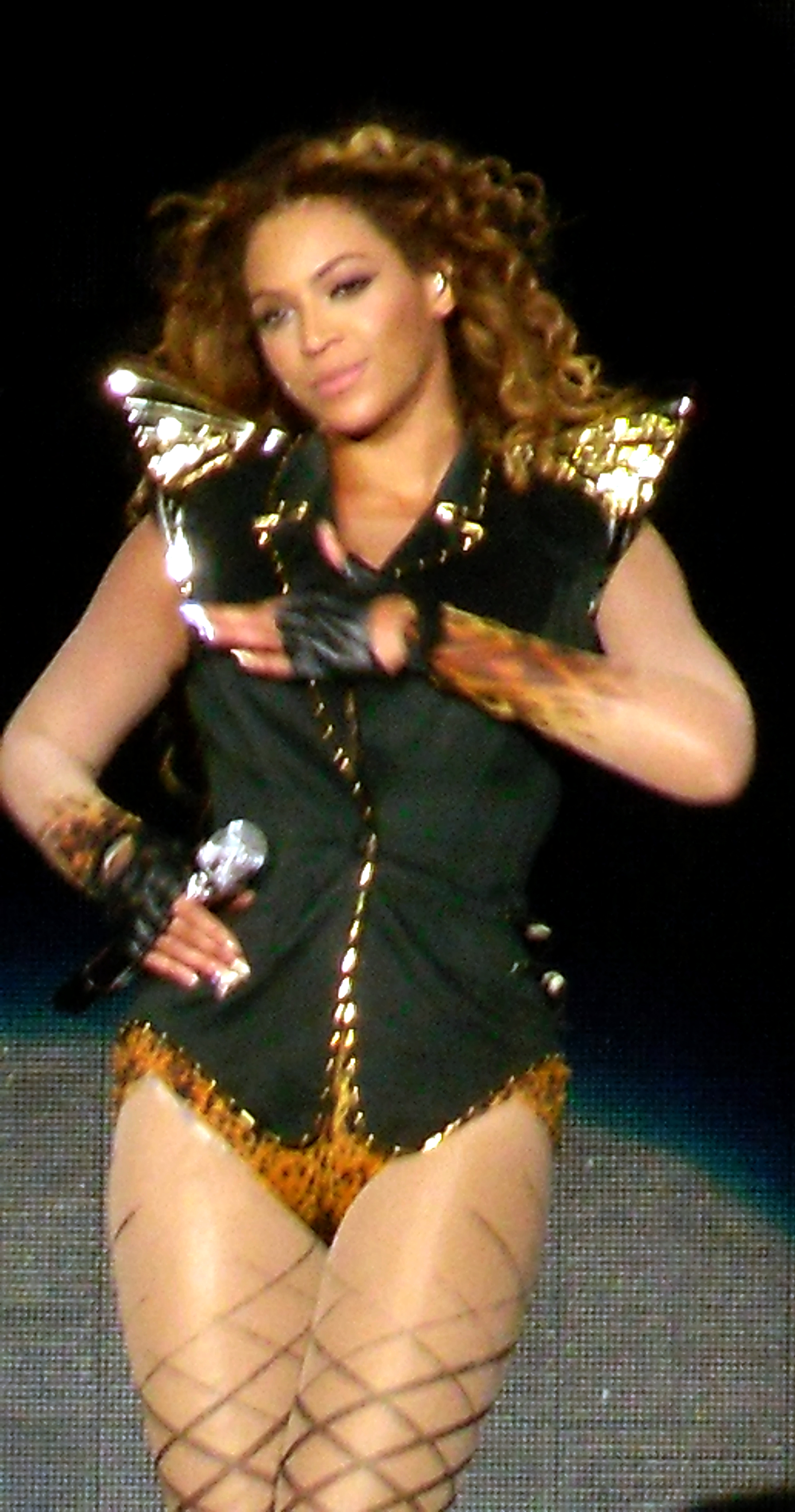
Beyoncé während ihrer I Am … Tour

Die I Am … Tour war die dritte Welttournee der US-amerikanischen R&B-Sängerin Beyoncé, die zum Zweck der Promotion für ihr drittes Studioalbum I Am … Sasha Fierce gestartet wurde. Die Tour umfasste Auftritte in Amerika, Europa, Asien, Afrika und Australien.
2009 war die Tour als erfolgreichste Welttournee für die Billboard Awards nominiert. Beyoncé nahm durch die Tour über 86 Millionen Dollar ein.

## Hintergrund
Die I Am … Tour von Beyoncé begann am 26. März 2009 in Edmonton, Kanada. Der europäische Teil der I Am … Tour begann am 26. April 2009 in Zagreb, Kroatien und endete am 9. Juni 2009 in London, Großbritannien. Am 21. Juni begann Beyoncé den dritten Teil ihrer Tour in den USA und beendete diesen mit einem viertägigen Auftritt im Encore Las Vegas am Las Vegas Strip. Der vierte Teil der Tour begann am 15. September 2009 in Melbourne, Australien und endete am 24. September in Perth, Australien. Beyoncé reiste dann zu weiteren Konzerten nach Asien, in den Mittleren Osten, Europa, Afrika und Großbritannien, bevor sie die Tour am 24. November 2009 in Belfast, Irland beendete. Der letzte Teil führte Beyoncé im Frühling 2010 nach Mittelamerika, wo die Tour am 18. Februar 2010 in Trinidad beendet wurde.

## Tourdaten

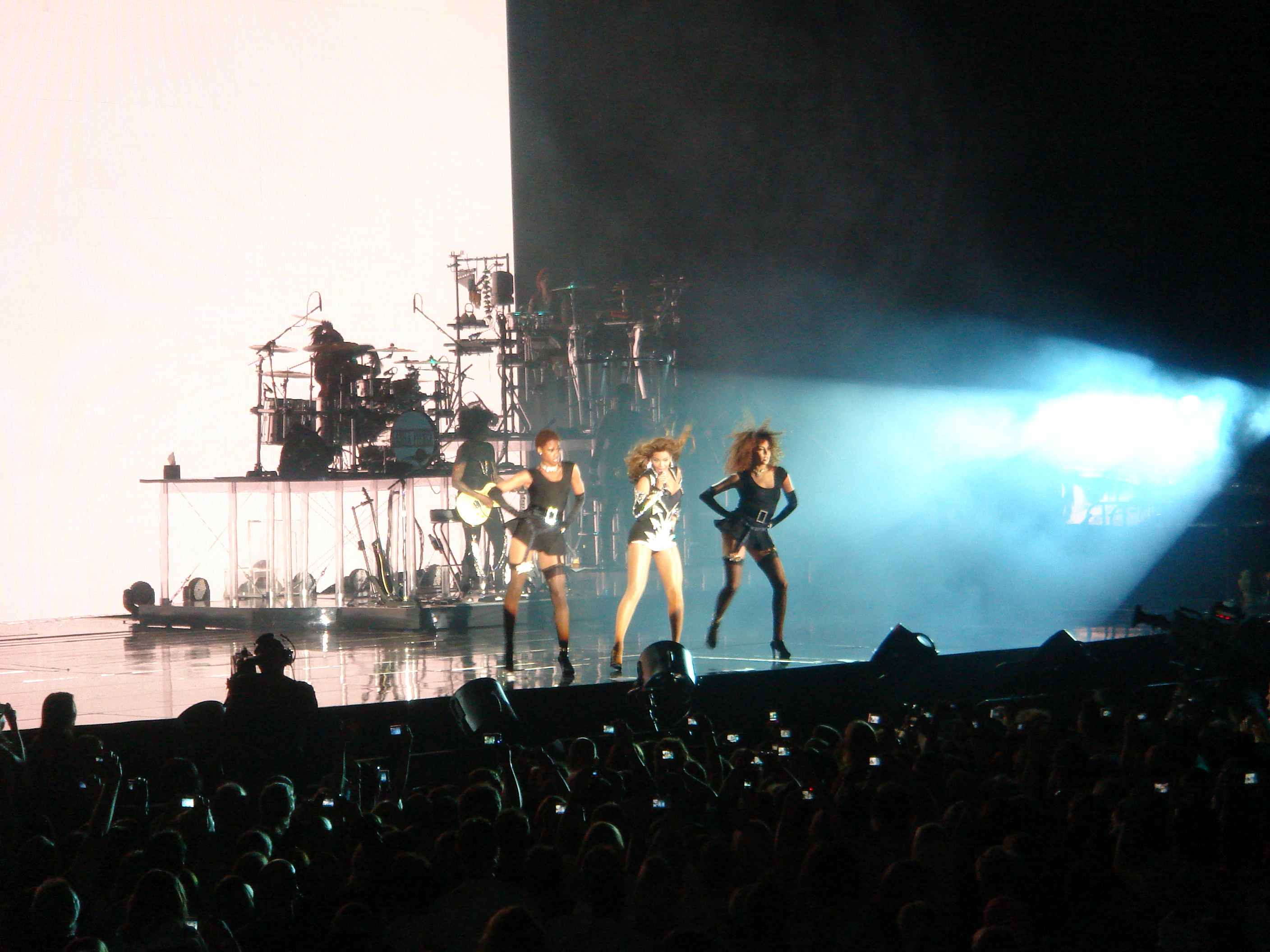
Beyoncé singt „Single Ladies“ in Berlin.

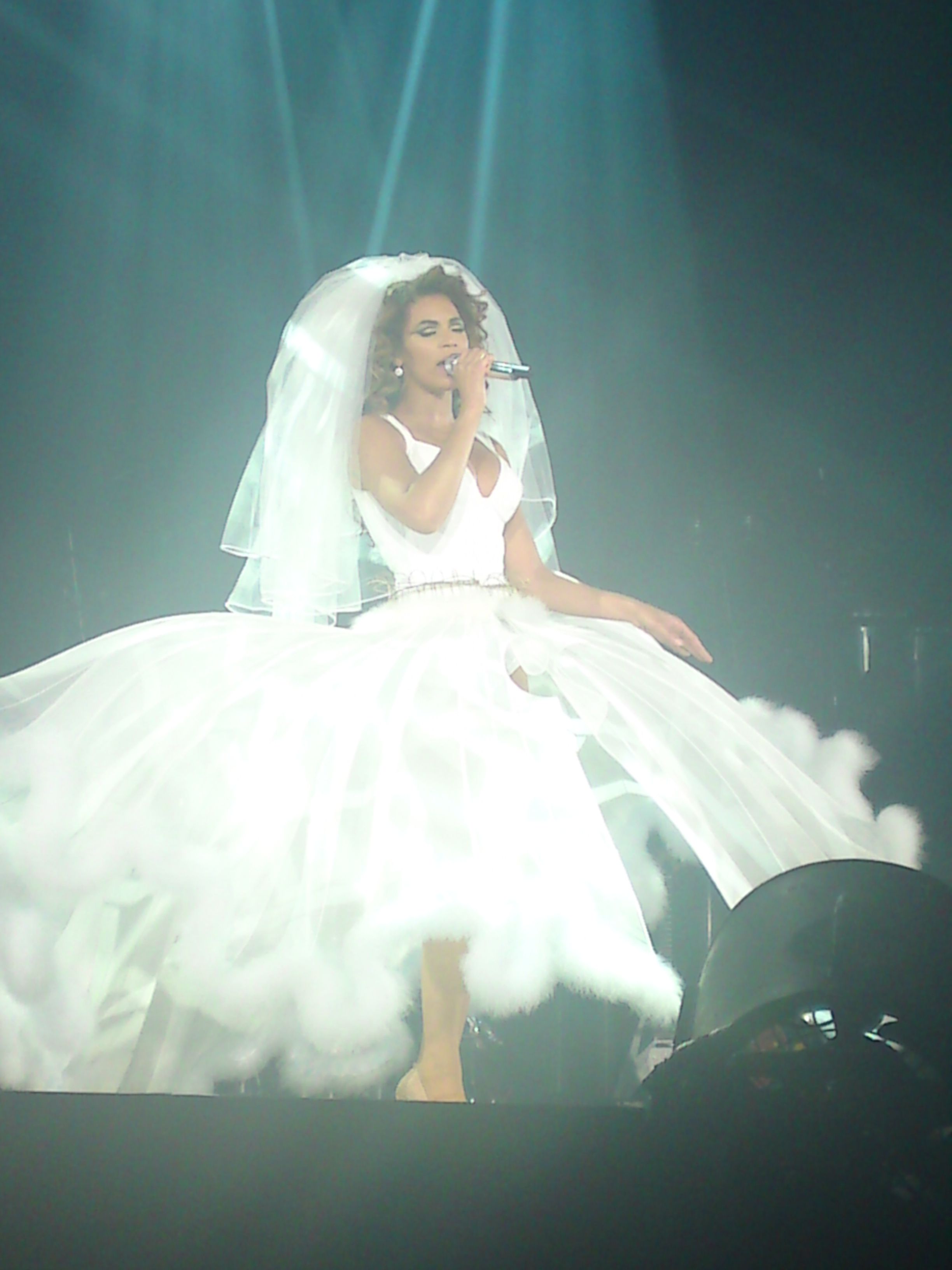
Beyoncé singt „Ave Maria“.

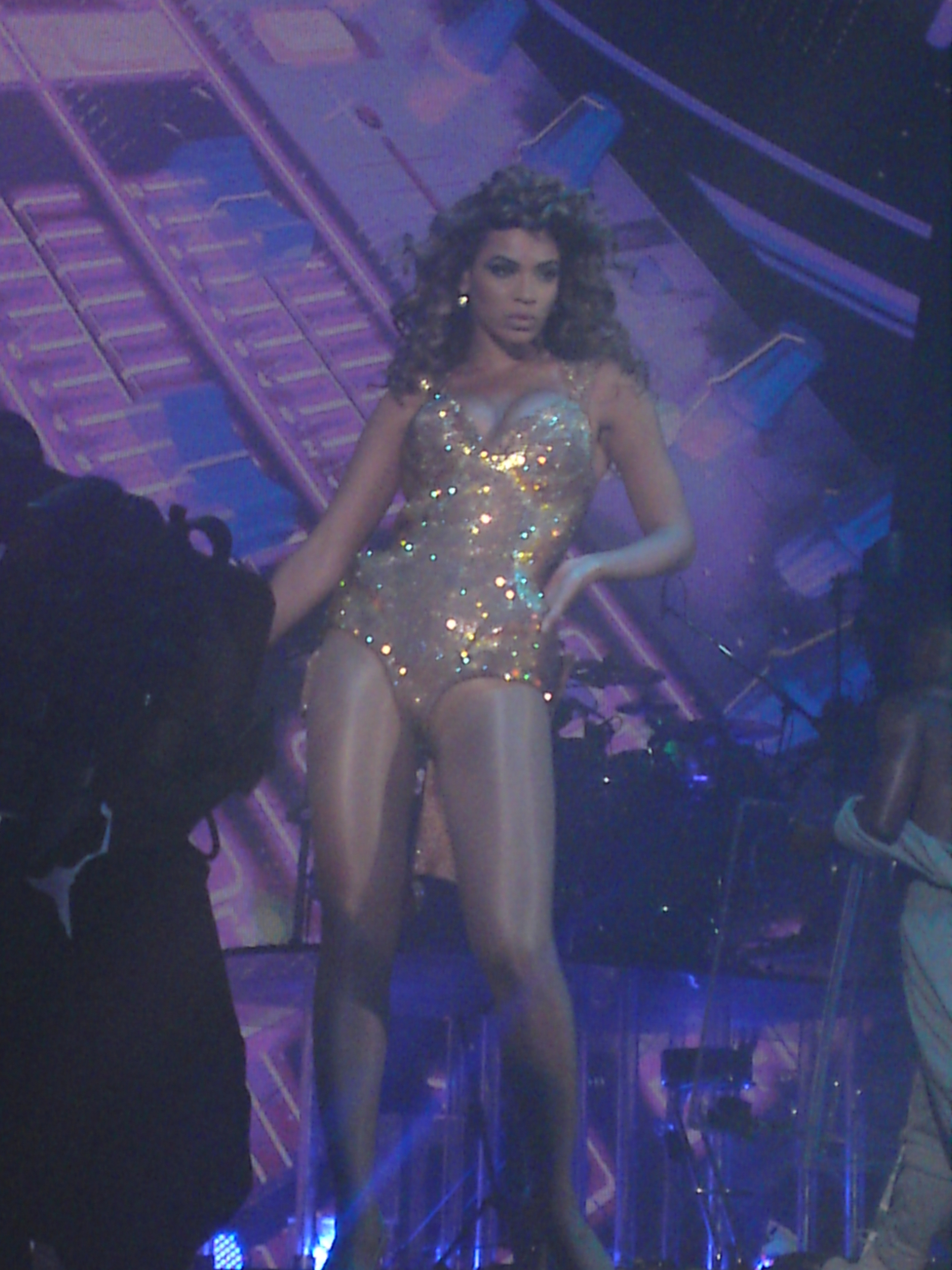
Beyoncé singt Crazy in Love in Zürich

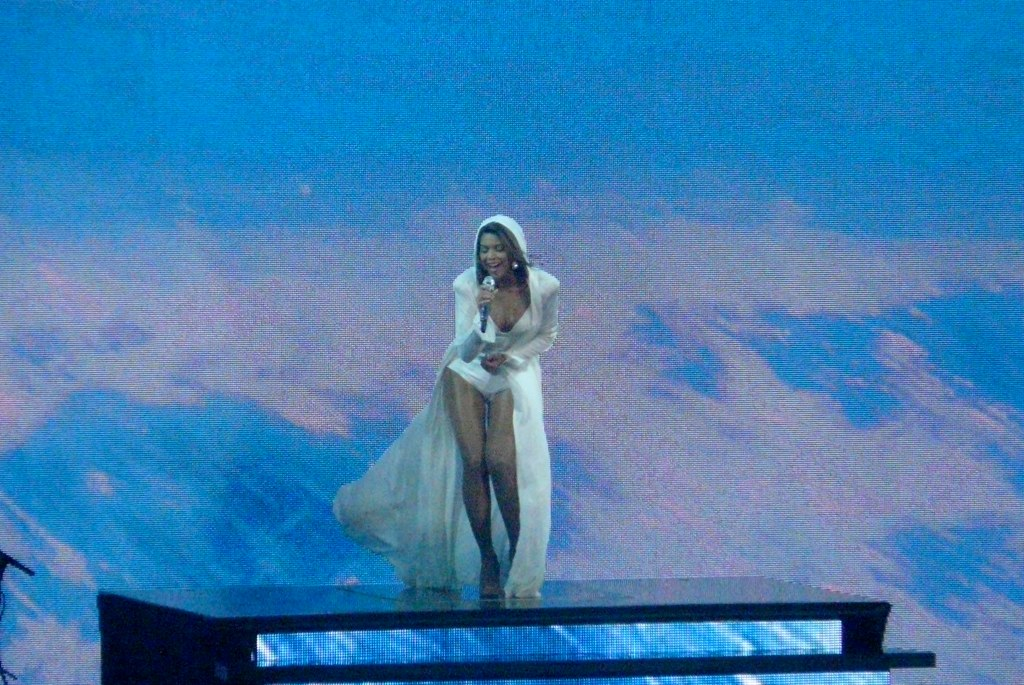
Beyoncé singt Smash Into You in Newcastle

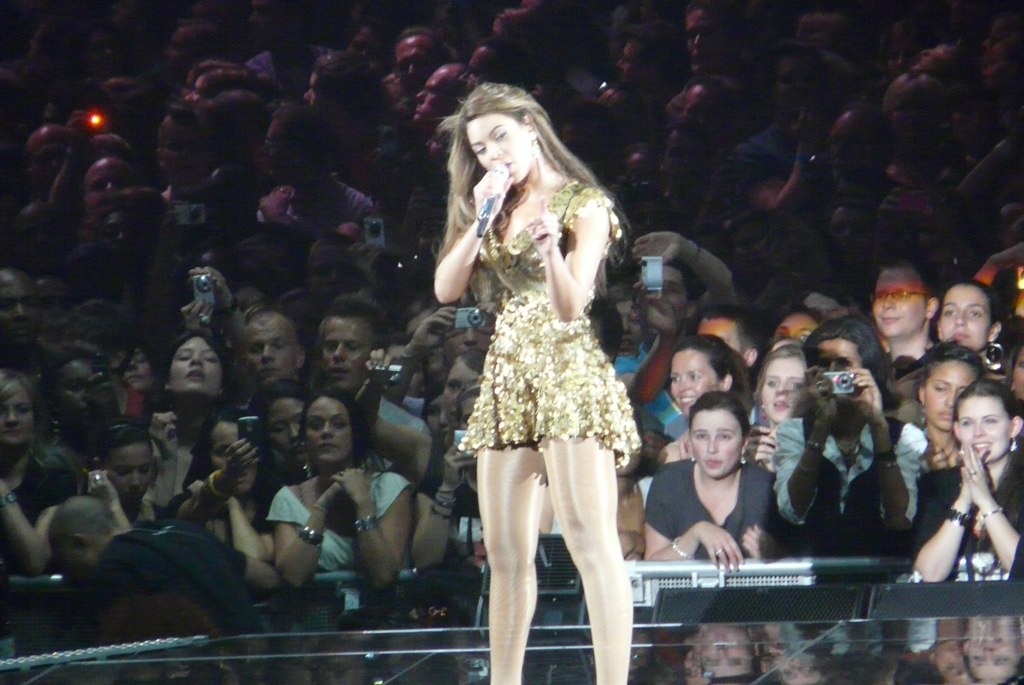
Beyoncé singt Irreplaceable

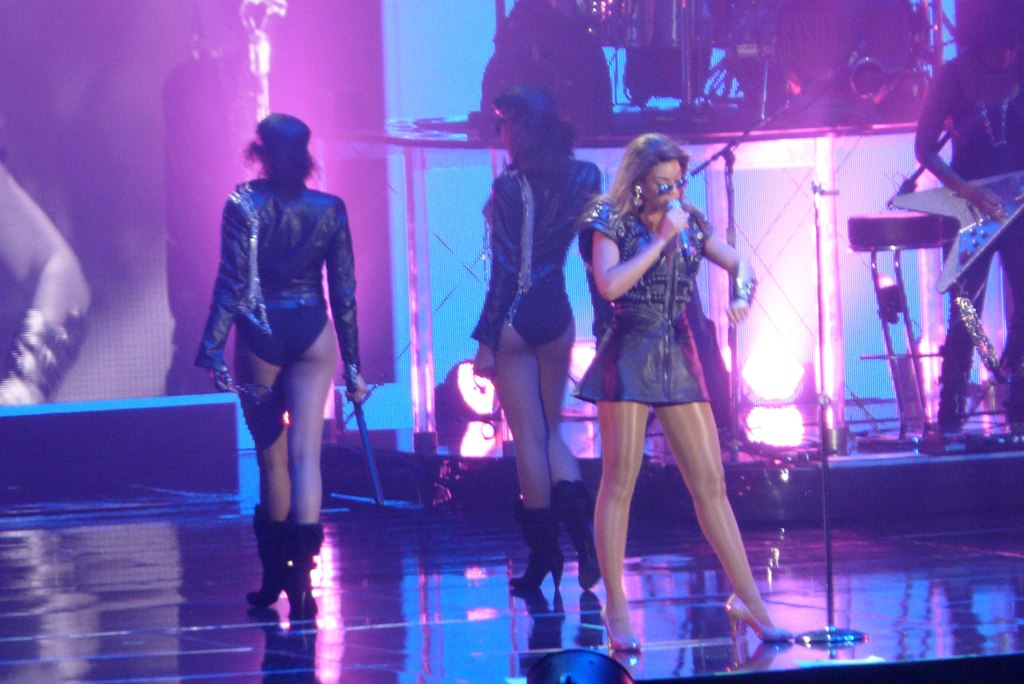
Beyoncé singt If I Were a Boy

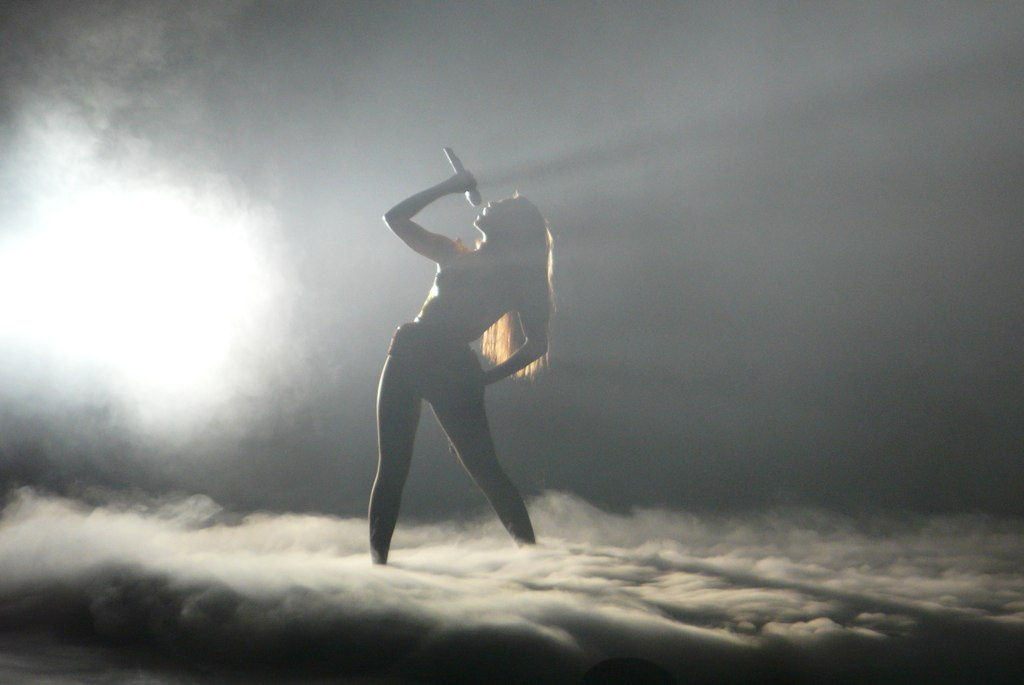
Beyoncé singt in Antwerpen

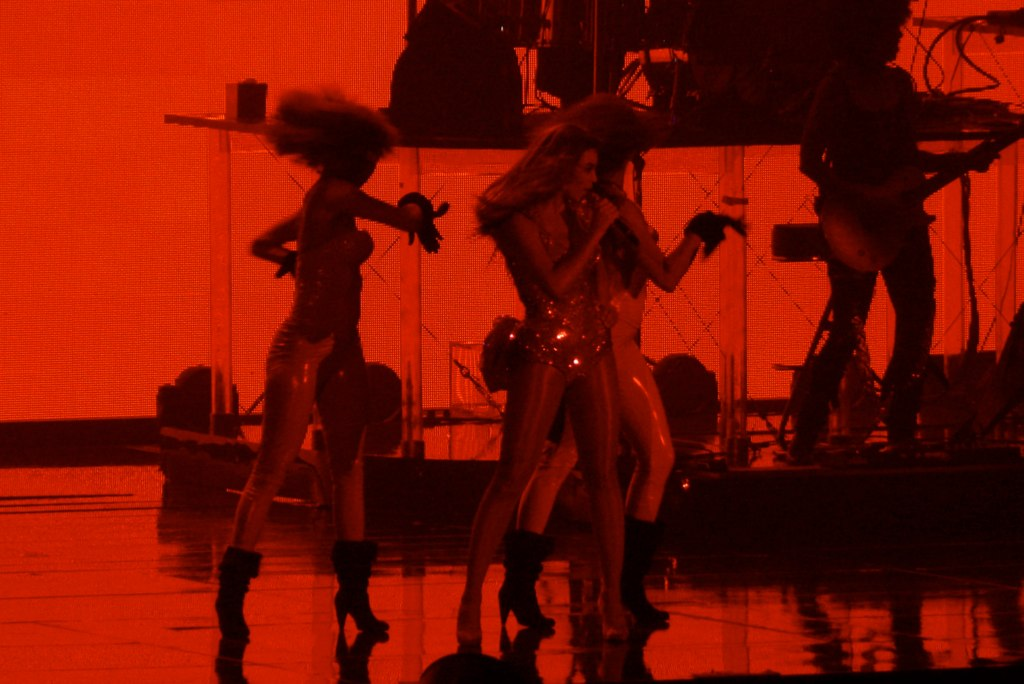
Beyoncé singt Naughty Girl

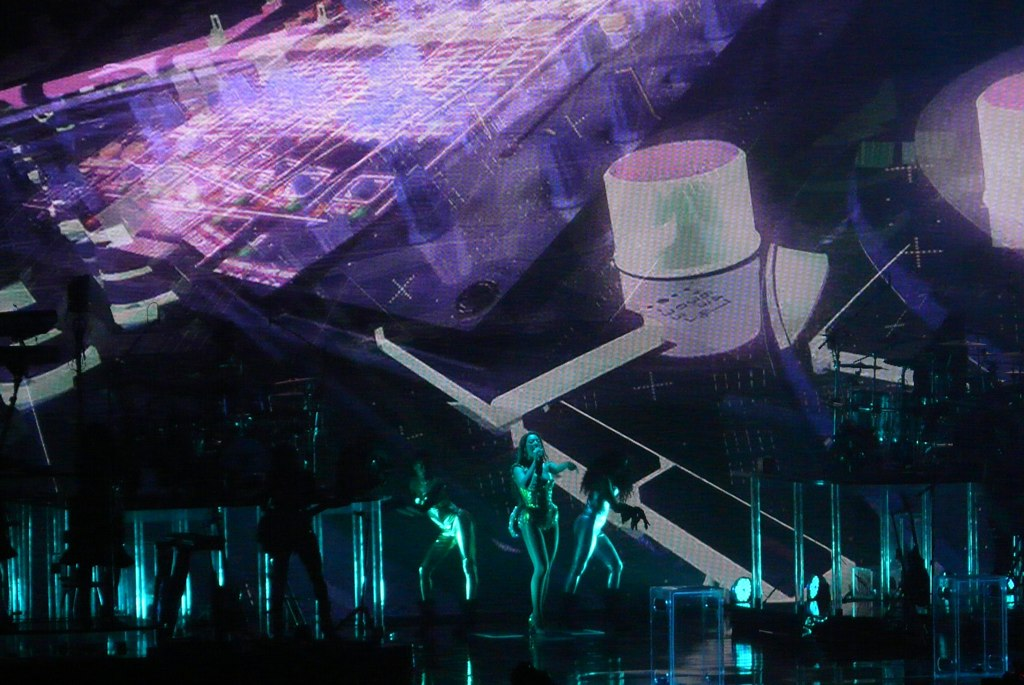
Beyoncé singt Freakum Dress

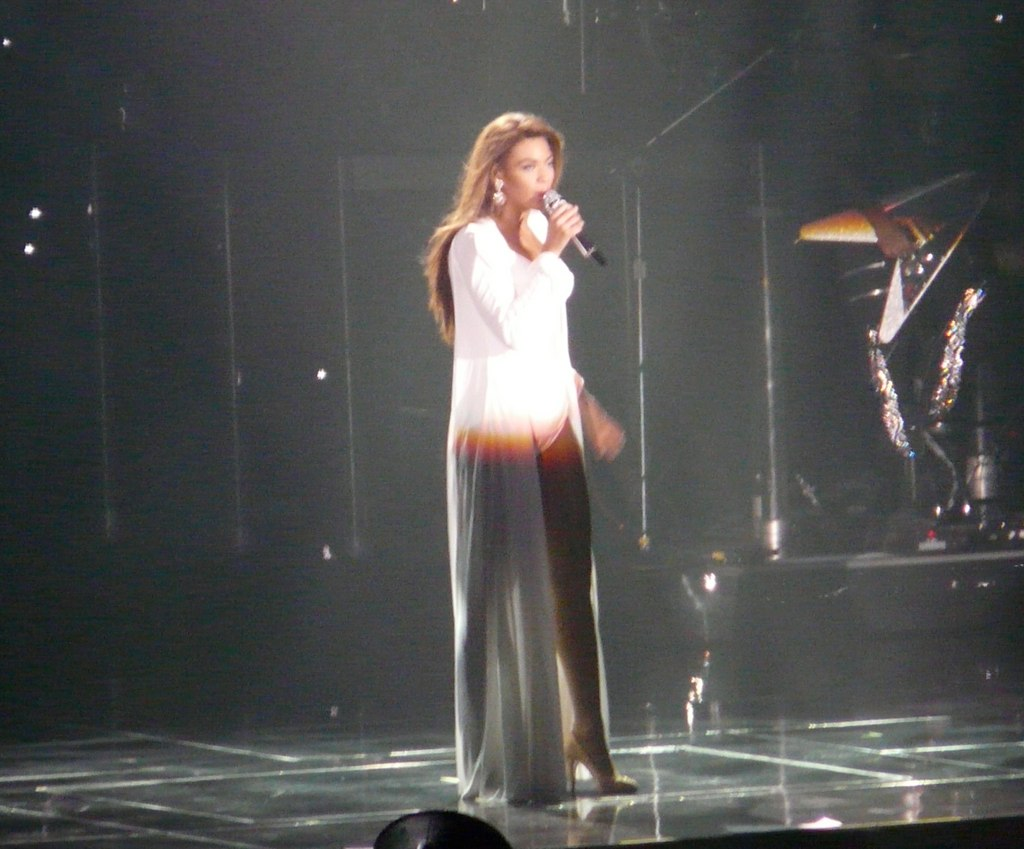
Beyoncé singt Broken-Hearted Girl in Antwerpen

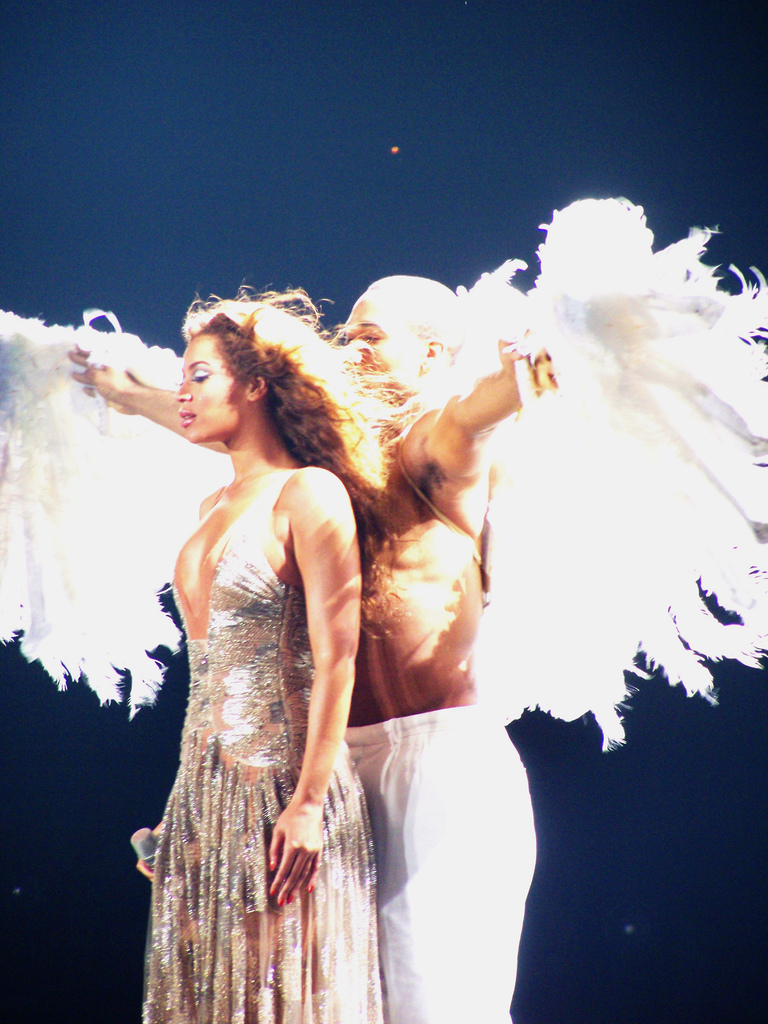
Beyoncé in Barcelona

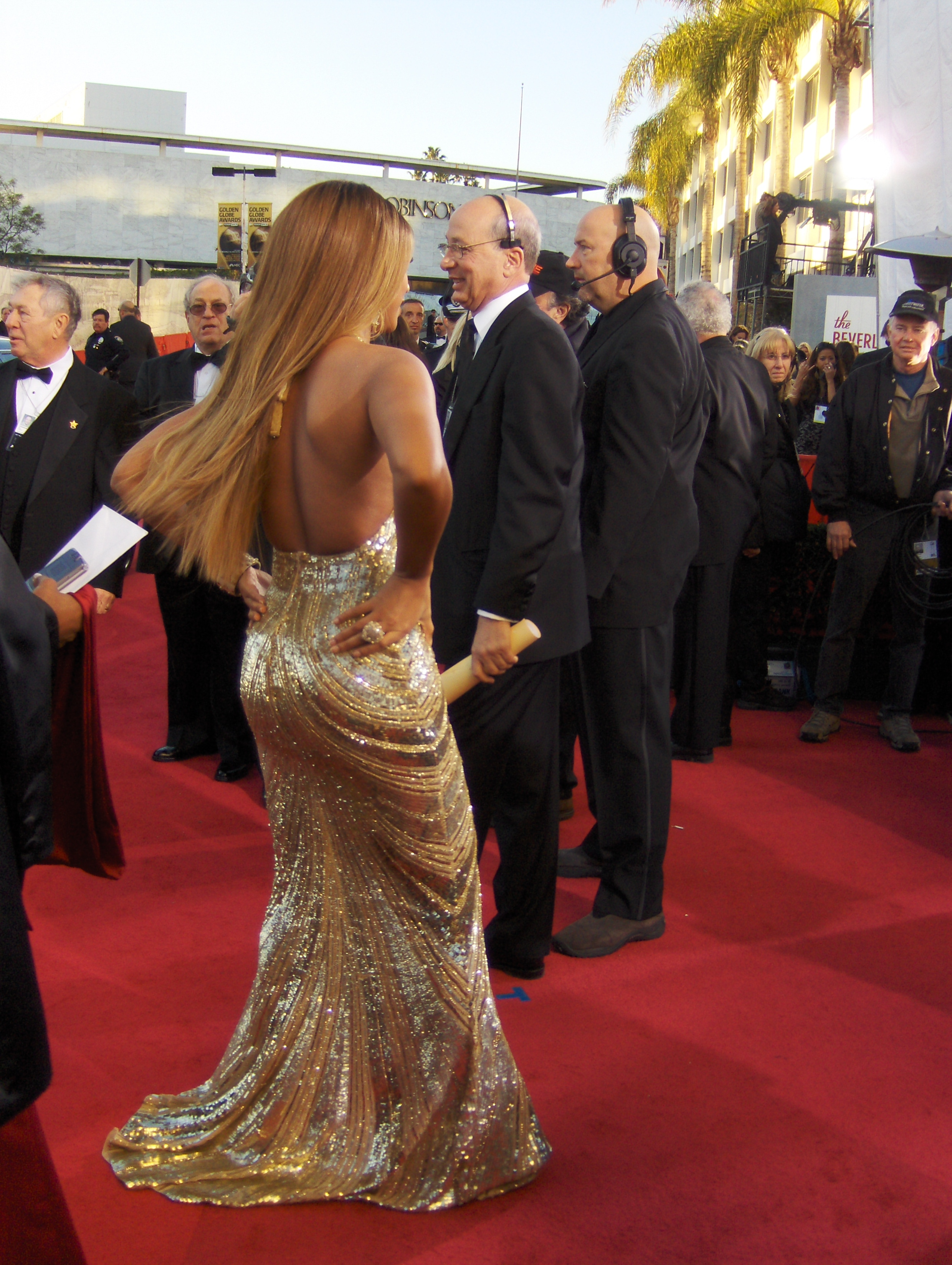
Beyoncé promotet bei zahlreichen Gelegenheiten die Tour und das Album

| Datum              | Stadt             | Land                         | Stadion                          |
| ------------------ | ----------------- | ---------------------------- | -------------------------------- |
| Nordamerika        |                   |                              |                                  |
| 26. März 2009      | Edmonton          | Kanada                       | Rexall Place                     |
| 27. März 2009      | Saskatoon         | Kanada                       | Credit Union Centre              |
| 28. März 2009      | Winnipeg          | Kanada                       | MTS Centre                       |
| 31. März 2009      | Vancouver         | Kanada                       | General Motors Place             |
| 1. April 2009      | Seattle           | Vereinigte Staaten           | KeyArena                         |
| Europa             |                   |                              |                                  |
| 26. April 2009     | Zagreb            | Kroatien                     | Arena Zagreb                     |
| 28. April 2009     | Wien              | Österreich                   | Wiener Stadthalle                |
| 29. April 2009     | Budapest          | Ungarn                       | Budapest Sports Arena            |
| 30. April 2009     | Prag              | Tschechische Republik        | O₂ Arena                         |
| 2. Mai 2009        | Rotterdam         | Niederlande                  | The Ahoy                         |
| 3. Mai 2009        | Rotterdam         | Niederlande                  | The Ahoy                         |
| 5. Mai 2009        | Paris             | Frankreich                   | Palais Omnisports de Paris-Bercy |
| 6. Mai 2009        | Straßburg         | Frankreich                   | Zénith Strasbourg                |
| 7. Mai 2009        | Antwerpen         | Belgien                      | Sportpaleis                      |
| 8. Mai 2009        | Berlin            | Deutschland                  | O2 World                         |
| 10. Mai 2009       | Herning           | Dänemark                     | MCH Herning Kongrescenter        |
| 11. Mai 2009       | Göteborg          | Schweden                     | Scandinavium                     |
| 13. Mai 2009       | Stockholm         | Schweden                     | Ericsson Globe                   |
| 15. Mai 2009       | Oberhausen        | Deutschland                  | König-Pilsener-Arena             |
| 16. Mai 2009       | Zürich            | Schweiz                      | Hallenstadion                    |
| 18. Mai 2009       | Lissabon          | Portugal                     | Pavilhão Atlântico               |
| 19. Mai 2009       | Madrid            | Spanien                      | Palacio de Deportes              |
| 20. Mai 2009       | Barcelona         | Spanien                      | Palau Sant Jordi                 |
| 22. Mai 2009       | Newcastle         | Großbritannien               | Metro Radio Arena                |
| 23. Mai 2009       | Birmingham        | Großbritannien               | National Indoor Arena            |
| 25. Mai 2009       | London            | Großbritannien               | The O2                           |
| 26. Mai 2009       | London            | Großbritannien               | The O2                           |
| 27. Mai 2009       | Manchester        | Großbritannien               | Manchester Evening News Arena    |
| 29. Mai 2009       | Dublin            | Irland                       | The O2                           |
| 30. Mai 2009       | Dublin            | Irland                       | The O2                           |
| 31. Mai 2009       | Belfast           | Großbritannien               | Odyssey Arena                    |
| 1. Juni 2009       | Belfast           | Großbritannien               | Odyssey Arena                    |
| 3. Juni 2009       | Dublin            | Irland                       | The O2                           |
| 4. Juni 2009       | Dublin            | Irland                       | The O2                           |
| 6. Juni 2009       | Liverpool         | Großbritannien               | Echo Arena                       |
| 7. Juni 2009       | Sheffield         | Großbritannien               | Sheffield Arena                  |
| 8. Juni 2009       | London            | Großbritannien               | The O2                           |
| 9. Juni 2009       | London            | Großbritannien               | The O2                           |
| Nordamerika        |                   |                              |                                  |
| 21. Juni 2009      | New York City     | Vereinigte Staaten           | Madison Square Garden            |
| 22. Juni 2009      | New York City     | Vereinigte Staaten           | Madison Square Garden            |
| 23. Juni 2009      | Baltimore         | Vereinigte Staaten           | 1st Mariner Arena                |
| 24. Juni 2009      | Washington, D.C.  | Vereinigte Staaten           | Verizon Center                   |
| 26. Juni 2009      | Philadelphia      | Vereinigte Staaten           | Wachovia Center                  |
| 27. Juni 2009      | Greensboro        | Vereinigte Staaten           | Greensboro Coliseum              |
| 29. Juni 2009      | Fort Lauderdale   | Vereinigte Staaten           | BankAtlantic Center              |
| 1. Juli 2009       | Atlanta           | Vereinigte Staaten           | Philips Arena                    |
| 3. Juli 2009       | New Orleans       | Vereinigte Staaten           | Louisiana Superdome              |
| 4. Juli 2009       | Houston           | Vereinigte Staaten           | Toyota Center                    |
| 5. Juli 2009       | Dallas            | Vereinigte Staaten           | American Airlines Center         |
| 7. Juli 2009       | Phoenix           | Vereinigte Staaten           | US Airways Center                |
| 9. Juli 2009       | Sacramento        | Vereinigte Staaten           | ARCO Arena                       |
| 10. Juli 2009      | Oakland           | Vereinigte Staaten           | Oracle Arena                     |
| 11. Juli 2009      | Anaheim           | Vereinigte Staaten           | Honda Center                     |
| 13. Juli 2009      | Los Angeles       | Vereinigte Staaten           | Staples Center                   |
| 16. Juli 2009      | Minneapolis       | Vereinigte Staaten           | Target Center                    |
| 17. Juli 2009      | Chicago           | Vereinigte Staaten           | United Center                    |
| 18. Juli 2009      | Auburn Hills      | Vereinigte Staaten           | Palace of Auburn Hills           |
| 20. Juli 2009      | Toronto           | Kanada                       | Molson Canadian Amphitheatre     |
| 21. Juli 2009      | Montreal          | Kanada                       | Bell Centre                      |
| 23. Juli 2009      | Uncasville        | Vereinigte Staaten           | Mohegan Sun Arena                |
| 24. Juli 2009      | East Rutherford   | Vereinigte Staaten           | Izod Center                      |
| Asien              |                   |                              |                                  |
| 7. August 2009     | Osaka             | Japan                        | Maishima Arena                   |
| 9. August 2009     | Tokio             | Japan                        | Chiba Marine Stadium             |
| Europa             |                   |                              |                                  |
| 29. August 2009    | Donezk            | Ukraine                      | Donbass Arena                    |
| Australien         |                   |                              |                                  |
| 15. September 2009 | Melbourne         | Australien                   | Rod Laver Arena                  |
| 16. September 2009 | Melbourne         | Australien                   | Rod Laver Arena                  |
| 18. September 2009 | Sydney            | Australien                   | Acer Arena                       |
| 19. September 2009 | Sydney            | Australien                   | Acer Arena                       |
| 20. September 2009 | Brisbane          | Australien                   | Brisbane Entertainment Centre    |
| 22. September 2009 | Adelaide          | Australien                   | Adelaide Entertainment Centre    |
| 24. September 2009 | Perth             | Australien                   | Burswood Dome                    |
| Asien              |                   |                              |                                  |
| 26. September 2009 | Central Area      | Singapur                     | Fort Canning Park                |
| 12. Oktober 2009   | Kōbe              | Japan                        | World Memorial Hall              |
| 13. Oktober 2009   | Osaka             | Japan                        | Ōsaka-jō Hall                    |
| 15. Oktober 2009   | Nagoya            | Japan                        | Nippon Gaishi Hall               |
| 17. Oktober 2009   | Tokio             | Japan                        | Saitama Super Arena              |
| 18. Oktober 2009   | Tokio             | Japan                        | Saitama Super Arena              |
| 20. Oktober 2009   | Seoul             | Südkorea                     | Olympic Gymnastics Arena         |
| 21. Oktober 2009   | Seoul             | Südkorea                     | Olympic Gymnastics Arena         |
| 23. Oktober 2009   | Peking            | China                        | Wukesong Indoor Stadium          |
| 29. Oktober 2009   | Abu Dhabi         | Vereinigte Arabische Emirate | Ferrari World                    |
| Europa             |                   |                              |                                  |
| 2. November 2009   | Moskau            | Russland                     | Olimpijski                       |
| Afrika             |                   |                              |                                  |
| 6. November 2009   | Port Ghalib       | Ägypten                      | The Island                       |
| Europa             |                   |                              |                                  |
| 8. November 2009   | Athen             | Griechenland                 | OAKA Olympic Indoor Hall         |
| 11. November 2009  | Liverpool         | Vereinigtes Königreich       | Echo Arena                       |
| 12. November 2009  | Birmingham        | Vereinigtes Königreich       | National Indoor Arena            |
| 14. November 2009  | London            | Vereinigtes Königreich       | The O2                           |
| 15. November 2009  | London            | Vereinigtes Königreich       | The O2                           |
| 16. November 2009  | London            | Vereinigtes Königreich       | The O2                           |
| 18. November 2009  | Manchester        | Vereinigtes Königreich       | Manchester Evening News Arena    |
| 19. November 2009  | Newcastle         | Vereinigtes Königreich       | Metro Radio Arena                |
| 20. November 2009  | Nottingham        | Vereinigtes Königreich       | Trent FM Arena Nottingham        |
| 22. November 2009  | Dublin            | Irland                       | The O2                           |
| 23. November 2009  | Dublin            | Irland                       | The O2                           |
| 24. November, 2009 | Belfast           | Vereinigtes Königreich       | Odyssey Arena                    |
| Südamerika         |                   |                              |                                  |
| 4. Februar 2010    | Florianópolis     | Brasilien                    | Parque do Planeta Atlântida      |
| 6. Februar 2010    | São Paulo         | Brasilien                    | Morumbi Stadium                  |
| 7. Februar 2010    | Rio de Janeiro    | Brasilien                    | HSBC Arena                       |
| 8. Februar 2010    | Rio de Janeiro    | Brasilien                    | HSBC Arena                       |
| 10. Februar 2010   | Salvador          | Brasilien                    | Parque de Exposições de Salvador |
| 12. Februar 2010   | Buenos Aires      | Argentinien                  | Hipódromo de San Isidro          |
| 14. Februar 2010   | Santiago de Chile | Chile                        | Movistar Arena                   |
| 16. Februar 2010   | Lima              | Peru                         | Explanda del Estadio Monumental  |
| 18. Februar        | Port of Spain     | Trinidad und Tobago          | Queen’s Park Oval                |

### Einnahmen
| Austragungsort                   | Stadt            | Besucherzahl             | Einnahmen   |
| -------------------------------- | ---------------- | ------------------------ | ----------- |
| General Motors Place             | Vancouver        | 10,685 / 12,595 (84 %)   | $888.305    |
| Arena Zagreb                     | Zagreb           | 16,599 / 17,190 (96 %)   | $810.754    |
| O2 Arena                         | Prag             | 10,615 / 10,951 (97 %)   | $624.987    |
| The Ahoy                         | Rotterdam        | 20,297 / 20,297 (100 %)  | $1.329.275  |
| Palais Omnisports de Paris-Bercy | Paris            | 16,149 / 16,149 (100 %)  | $1.142.061  |
| Le Zénith                        | Straßburg        | 5,869 / 10,300 (57 %)    | $353.644    |
| Sportpaleis                      | Antwerpen        | 15,780 / 15,836 (99 %)   | $1.033.927  |
| O2 World                         | Berlin           | 12,477 / 12,477 (100 %)  | $609.712    |
| Scandinavium                     | Göteborg         | 8,271 / 8,500 (97 %)     | $611.707    |
| Ericsson Globe                   | Stockholm        | 10,640 / 10,640 (100 %)  | $728.113    |
| König Pilsener-Arena             | Oberhausen       | 9,832 / 10,037 (98 %)    | $514.196    |
| Hallenstadion                    | Zurich           | 12,180 / 12,240 (99 %)   | $900.936    |
| Pavilhão Atlantico               | Lissabon         | 17,944 / 18,649 (96 %)   | $890.173    |
| Palacio de Deportes              | Madrid           | 15,061 / 15,061 (100 %)  | $917.996    |
| Palau Sant Jordi                 | Barcelona        | 10,560 / 11,650 (90 %)   | $673.865    |
| Metro Radio Arena                | Newcastle        | 21,938 / 21,962 (99 %)   | $2.331.923  |
| National Indoor Arena            | Birmingham       | 22,384 / 22,420 (99 %)   | $2.437.695  |
| The O2                           | London           | 90,746 / 91,746 (99 %)   | $9.061.819  |
| Manchester Evening News Arena    | Manchester       | 29,310 / 29,754 (98 %)   | $3.266.557  |
| The O2                           | Dublin           | 75,660 / 75,660 (100 %)  | $8.491.788  |
| Odyssey Arena                    | Belfast          | 29,356 / 29,356 (100 %)  | $2.794.877  |
| Echo Arena                       | Liverpool        | 21,590 / 21,605 (99 %)   | $2.469.029  |
| Sheffield Arena                  | Sheffield        | 11,049 / 11,049 (100 %)  | $889.562    |
| Madison Square Garden            | New York City    | 27,710 / 27,710 (100 %)  | $3.526.375  |
| 1st Mariner Arena                | Baltimore        | 8,619 / 11,726 (74 %)    | $683.904    |
| Verizon Center                   | Washington, D.C. | 13,736 / 13,736 (100 %)  | $1.390.421  |
| Wachovia Center                  | Philadelphia     | 14,971 / 14,971 (100 %)  | $1.377.995  |
| Greensboro Coliseum              | Greensboro       | 10,600 / 10,600 (100 %)  | $779.424    |
| BankAtlantic Center              | Ft. Lauderdale   | 12,629 / 13,209 (95 %)   | $1.015.893  |
| Philips Arena                    | Atlanta          | 13,949 / 13,949 (100 %)  | $1.281.632  |
| Toyota Center                    | Houston          | 13,130 / 13,130 (100 %)  | $1.158.361  |
| American Airlines Center         | Dallas           | 11,319 / 11,906 (95 %)   | $981.124    |
| US Airways Center                | Phoenix          | 8,831 / 12,727 (69 %)    | $483.805    |
| ARCO Arena                       | Sacramento       | 7,770 / 11,214 (69 %)    | $583.801    |
| Oracle Arena                     | Oakland          | 11,121 / 12,524 (88 %)   | $1.016.012  |
| Honda Center                     | Anaheim          | 9,924 / 12,287 (80 %)    | $937.185    |
| Staples Center                   | Los Angeles      | 12,738 / 14,217 (89 %)   | $1.437.146  |
| Target Center                    | Minneapolis      | 6,856 / 8,404 (81 %)     | $633.501    |
| United Center                    | Chicago          | 13,852 / 14,773 (93 %)   | $1.359.250  |
| The Palace of Auburn Hills       | Auburn Hills     | 13,540 / 13,540 (100 %)  | $860.250    |
| Molson Amphitheatre              | Toronto          | 14,427 / 16,000 (90 %)   | $1.085.943  |
| Bell Centre                      | Montreal         | 6,732 / 8,630 (78 %)     | $640.294    |
| Mohegan Sun Arena                | Uncasville       | 6,729 / 7,222 (93 %)     | $572.150    |
| Izod Center                      | East Rutherford  | 10,435 / 13,702 (76 %)   | $968.245    |
| Rod Laver Arena                  | Melbourne        | 23,448 / 24,548 (96 %)   | $2.686.497  |
| Acer Arena                       | Sydney           | 29,584 / 29,584 (100 %)  | $3.679.733  |
| Trent FM Arena Nottingham        | Nottingham       | 8,492 / 9,670 (88 %)     | $1.252.080  |
|                                  | Gesamt           | 806.013 / 845.759 (95 %) | $75.763.922 |

## Personal
Creative Direction
- Beyoncé & Frank Gatson (Show Direction/Staging/Choreography)
- Thierry Mugler (Creative Advisor/Costume Designer)
- Kim Burse (Creative Director)
- Tina Knowles (Creative Consultant/Stylist)
- Ty Hunter (Stylist)

Suga Mama Band:
- Bibi McGill (Musical Director, Gitarre)
- Divinity Walker Roxx (Musical Director, Bass)
- Rie Tsuji (Assistant Musical Director, Keyboards)
- Brittani Washington (Keyboard)
- Marcie Chapa (Perkussion)
- Nikki Glaspie (Schlagzeug)
- Kim Thompson (Schlagzeug)
- Crystal Torres (Trompete)
- Tia Fuller (Saxophon)
- Katty Rodriguez-Harrold (Saxophon)

The Mamas (Backgroundsängerinnen):
- Montina Cooper
- Crystal A. Collins
- Tiffany Riddick

Choreograph
- Beyoncé
- Frank Gatson Jr.
- Jaquel Knight

Assistenz Choreograph
- Dana Foglia (Chef)
- Christopher Grant
- Rosero McCoy
- Kobi Rozenfeld
- Tony Michales
- Derrel Bullock
- Bryan Tanaka
- Sheryl Murakami
- Rhapsody James
- Cliff McGhee
- Benny Andrews
- Jonte Moaning
- Ramon Baynes

Tänzer
- Ashley Everett (Weiblicher Tanz-Chef)
- Tuere Tanee McCall
- Ashley Seldon
- Saidah Fishenden
- Kimberly Gipson
- Melissa-Rose Ramirez
- Bryan Tanaka (Männlicher Tanz-Chef)
- Cassidy Noblett
- Khasan Brailsford
- Shaun Walker

Sicherheitskräfte
- Julius DeBoer (Head Security For Beyoncé)
- Colin McNish (Security For Beyoncé)
- Terrill Eastman (Head Of Venue Security)
- Bob Fontenot (Venue Security)

Tourmanagement
- Alan Floyd (Tourmanager)
- Marlon Bowers (Assistenz-Tourmanager)
- Larry Beyince (Tour-Assistent)
- Daniel Kernan (Tour-Buchhalter)
- Josh Katzman (Tour-Buchhalter)

Toursponsoren
- MTV Europe – Europa
- Trident – Vereinigtes Königreich & Irland
- Nintendo – Europa
- L’Oreal Paris – Nordamerika
- General Mills – Nordamerika
- Crystal Geyser – Japan
- Nestlé – Südamerika

Tour-Promoter
- AEG Live – Großbritannien
- Live Nation & Haymon Concerts – Nordamerika & Europa
- Michael Coppel Presents – Australien
- Music World Entertainment – Weltweit[37][38]